# Ethylen-Chlortrifluorethylen-Copolymer
Ethylen-Chlortrifluorethylen-Copolymer (ECTFE) ist ein thermoplastisches Block-Copolymer, welches eine gute Schlagzähigkeit, thermische Beständigkeit und Antihaftwirkung besitzt. Es wurde erstmals 1970 durch Solvay unter dem Handelsnamen Halar® ECTFE auf den Markt gebracht.

## Herstellung
ECTFE wird durch Copolymerisation bei Temperaturen um −80 bis −60 °C aus Chlortrifluorethen und Ethylen hergestellt. ECTFE wird als Schmelzgranulat oder als Pulver zur Weiterverarbeitung mittels Rotationsformen oder Spritzgießen bereitgestellt. Alternativ wird es zu Folien mit einer Stärke von 250–300 µm verarbeitet.

## Eigenschaften
Beschichtungen mit ECTFE sind besonders geeignet für Anwendungen, bei denen die chemische Beständigkeit bei erhöhter Temperatur im Vordergrund steht. Es ist beständig gegen Säuren und Laugen in einem pH-Bereich von 1 bis 14. Unter anderem beständig gegen Salpetersäure, Ozon, Wasserstoffperoxid, Schwefelsäure, Fluorwasserstoffsäure  und Ammoniakwasser.
ECTFE zeichnet sich durch eine hohe Temperaturbeständigkeit von −75 bis 150 °C und hohe Abriebfestigkeit aus. Es kann auch in großen Schichtdicken von bis zu 1 mm aufgebracht werden. Zum Vergleich: bei Polytetrafluorethylen (PTFE) sind Schichtdicken von wenigen µm üblich. Durch eine niedrige Rauhtiefe verfügt eine ECTFE-Oberfläche über gute Antihaft-Eigenschaften.
ECTFE ist ein guter elektrischer Isolierstoff, der spezifische elektrische Widerstand beträgt 1013 Ω/cm und die Durchschlagfestigkeit 14,5 kV/mm. Die beiden Werte sind jedoch geringer als jene Werte bei PTFE, welches unter anderem bei Hochspannungskabeln eingesetzt wird.
Gegenüber dem oft verwendeten Ethylen-Tetrafluorethylen-Copolymer (ETFE) erreicht ECTFE eine höhere Transmissivität sowie eine geringerer Trübung bei ansonsten gleichen Eigenschaften.

## Verwendung
- In der chemischen Industrie werden Beschichtungen aus ECTFE für Behälter oder Verrohrungen eingesetzt.[1]
- In Form von lichtdurchlässigen Folien wird es für Membranstrukturen in der Architektur anstelle von Glas verwendet.[3]
- Es findet bei Solarzellen als lichtdurchlässige Schutzschicht für Dünnschichtzellen Anwendung.[7]
- Zur Beschichtung der Verrohrung von Luftaustausch- und Reinigungssystemen in Reinräumen.[8]